# Setellia nigripes
Setellia nigripes är en tvåvingeart som beskrevs av Guilherme A.M.Lopes 1936. Setellia nigripes ingår i släktet Setellia och familjen Richardiidae. Inga underarter finns listade i Catalogue of Life.